# Султан-Махмуд Эндиреевский
Султан-Махмуд (кум. Солтан Магьмут Чопанны уланы, старорусск. Султан-Мут, Салтамамут; 1548 - 1643) — кумыкский феодальный правитель и военно-политический деятель из дома шамхалов. Сын Тарковского шамхала Чопана I, отец шамхала Айдемира и эндиреевского владетеля Казаналпа. Родоначальник кумыкских князей в Засулакской Кумыкии и основатель Эндиреевского княжества. 
В источниках Русского государства титуловался как владетель, мирза/мурза и князь. Основатель и многолетний правитель Эндиреевского княжества, отделившегося от Тарковского шамхальства в период внутридинастической междоусобицы конца XVI — начала XVII вв. Его княжество оставалось независимым вплоть до начала XIX века. Из территории княжества впоследствии образуют Кумыкский округ в составе Терской области Российской империи.
Султан-Махмуд обрёл известность благодаря победе над русским войском, посланным царем Борисом Годуновым, в Караманской битве, изгладившей русское влияние на Северном Кавказе на 118 лет (оценке историка Н.М. Карамзина ). Является национальным героем кумыкского народа.

## Имя
Основные свидетельства о Султан-Махмуде сохранились в русскоязычных исторических документах, где его имя передавалось по-разному. Известный советский кавказовед Екатерина Кушева, в своей работе «Народы Северного Кавказа и их связи с Россией» 1963 года, выделяет вариант Султан-Махмуд, однако, помимо этого имени, в различных источниках употребляются и другие формы написания — Салтамагмут, Салтамамут, Салтанмагмут, Султан-Магомед, Султан-Магмут, Султан-Мут.

## Происхождение и семья
По происхождению кумык. На историческую арену Султан-Махмуд вышел в конце 1580-х годов, когда ему удалось одержать верх в распре со сводными братьями и образовать собственное владение с центром в Эндирее. Поводом для конфликта с братьями послужило происхождение Солтан-Мута от неравного брака кумыкского шамхала Чопана и племянницы первостепенного кабардинского узденя Хату Анзорова. Сыновья от таких браков назывались чанка и согласно бий-адату не имели права на удел. Вместе с тем нельзя недооценивать тот факт, что дочь Хату была замужем за крымским ханом. Это означало, что Султан-Мут был родичем с могущественным правителям Крыма.

## Общественно-политическая деятельность

### Становление
Впервые Султан-Мут упоминается в турецких источниках 1580-х годов, когда, достигнув совершеннолетия, он вступил в борьбу с братьями, не выделившими ему удел из-за статуса "чанки". В следующее десятилетие ему удалось занять место своего сводного брата Алхаса в Терско-Сулакском междуречье и стать обладателем обширного бийлика (владения), населением которого являлись кумыки, тюменцы и гуены. Столицей Султан-Мута стал древний город Эндирей, быстро превратившийся в культурный и политический центр Эндиреевского бийлика (владения). По сути дела он сложился в результате объединения нескольких сельских общин – Гуенской, Тюменской и Бороганской – которые впоследствии играли роль кварталов селения. Особенно значительным было Гуенское сельское общество, имевшее до переселения в Эндирей собственного князя, благодаря чему всё селение иногда называли Гуен-Кала (Гуенская крепость).
Красной нитью, пронизывающей всю жизнь Султан-Мута, являлась борьба за независимость земель кумыков (в источниках того времени "шевкалов", "кумыцких людей" и другие названия). Начальный период его деятельности связан с закреплением на новых территориях. Первоначальным местом его пребывания стал аул Гельбах, жители которого начали оказывать покровительство смелому молодому бию. Самой сильной политической единицей в Терско-Сулакском междуречье было Тюменское владение, пользовавшееся поддержкой шаухалов в борьбе против Русского государства и кабардинских феодалов. В 1588 году стрельцам удалось захватить столицу Тюменского владения – Терки, а в 1594 году Тюменское владение вошло в состав России. Тюменский правитель Султаней был вынужден отойти со своими людьми к Эндирею, где стал зависимым от Султан-Мута.

### Первые походы русских войск
Кавказ 80-90-х годов XVI века стал ареной борьбы между тремя державами — Сефевидской империей, Османской империей и Русским царством. Кумыкские правители придерживались протурецкой ориентации, оказывая помощь туркам в борьбе против Сефевидов. Русское царство, покончившее с Астраханским ханством в середине XVI века, начало свое наступление на осколок Золотой Орды на Кавказе -— Тюменское владение, а также на поддерживающее его Шамхальство. Здесь русские цари сумели найти поддержку среди части кабардинских феодалов и Ших-Мурзы — правителя ококов (вайнахская этническая группа), ставшими верными вассалами Москвы в регионе. Союзниками были также и грузинские правители, просившие военной помощи против шамхалов.
В 1591 году против кумыков была снаряжена экспедиция под командованием Засекина, закончившаяся сожжением Эндирея. Однако русские войска вынуждены были отойти. Грузинский царь Константин не был удовлетворен результатами похода 1591 года и потребовал снарядить ещё одну экспедицию. В 1594 году в Шамхальство было послано пятитысячное войско под командованием воеводы Хворостинина, к которому присоединились кабарбинские и окоцкие (аккинские) союзники, которое заняло Тарки. Однако в скором времени русские войска были заблокированы в крепости и вынуждены были бежать, потеряв 3000 убитыми. Причиной неудачи стало объединение кумыкских и части дагестанских владетелей под знаменем священной войны. Объединение Султан-Мутом сил Кавказа против России имело и формальные политические основания, как, к примеру, признание его власти нагорными правителями.
Султан-Махмуд принимал активное участие в данных военных компаниях. Несмотря на разгром экспедиции Хворостинина, кумыки навсегда потеряли территории Тюменского ханства. Это событие, по мнению историка Ю. М. Идрисова, являлось частью наступления Московского государства на территорию бывшей Орды и стоит в одном ряду с падениями Казани и Астрахани. Экспансионный потенциал Русского царства в регионе вовсе не был исчерпан. Оставались сильными вассалы русских царей на Кавказе — пророссийские кабардинские феодалы и окоцкие мурзы. Грузинские послы вновь просили военной помощи. Царь Борис Годунов решился на подготовку нового, гораздо более  серьёзного военного мероприятия против Кумыцкой земли.

### Поход Бутурлина в Шамхальство
В начале XVII века кумыкские владетели, в том числе и Султан-Мут, были втянуты в очередную междоусобную войну. Кроме того в 1603 году началась новая ирано-турецкая война. Пытаясь воспользоваться благоприятной обстановкой, а также обещанной помощью от крым-шамхала — наследника шамхальского трона и от грузинского царя Александра, в Москве начали подготовку к крупномасштабной военной операции. На нужды похода было выделено 300000 рублей, снаряжено войско в 10-12 тысяч человек (стрельцы, казаки, кабардинцы, ококи, ногайцы и др.). Шамхал Сурхай II отверг московский ультиматум, и в 1604 году русская рать разбила армию шамхала и заняла Тарки. Сурхай сложил с себя полномочия шамхала, передав титул Гирею, а командование войсками — Султан-Муту Эндиреевскому. Царские войска начали бесчинствовать на завоеванной территории, убивая и грабя кумыков. В критический для Шамхальства момент Султан-Мут примирился с Гереем, начал формировать антимосковскую коалицию. Предприимчивый военачальник сумел объединить кумыков и окрестные народы Кавказа, общим числом более 20 000, и поднять их против вторгшихся в их землю «неверных». Борьба с Бутурлиным приобрела общенародный характер. Шамхал также обратился за помощью к османскому султану Ахмеду I, который «велел Дербентскому и другим пашам своим в областях Каспийских изгнать русских из Дагестана». Султан-Мут с объединёнными силами осадил Койсинский острог, вынудив воеводу Долгорукого сжечь крепость и отплыть в Астрахань. Та же участь постигла и другие укрепления русских. Войска Бутурлина, будучи изолированными от России, были осаждены в Тарках объединёнными силами кумыков, других кавказских народов и отрядом янычар. Штурм крепости не увенчался успехом, но осажденным были нанесены большие потери. Армия Бутурлина находилась в безвыходном положении и начались переговоры о сдаче города. Шамхал предложил Бутурлину отдать в заложники своего сына для обеспечения исполнения договоренности о сдаче, однако Бутурлин дважды отказался это сделать и потребовал сына шамхала в заложники. Тогда шамхал, по версии историка Василия Потто, согласился на условия Бутурлина, но дал русским другого человека.
По версии Потто, основанной на позднейших преданиях и легендах, нашёлся некий улем, который освободил шамхала от «клятвы, данной врагу». Последний тут же всем приказал нагнать уходящих русских и, на первом же биваке (привале) внезапным нападением вырезать их до наступления ночи.

#### Караманская битва
В скором времени армия Бутурлина была настигнута кумыками и их союзниками. В итоге русские воска были полностью уничтожены в Караманской битве, в которой погиб и сам Иван Бутурлин.

Д. -М. Шихалиев отмечал:
Солтан-Мут был «первым и главным виновником изгнания русских гарнизонов из кумыкских земель» и «по справедливости мог приписывать себе всю славу такой победы»
По летописным данным, потери русских составляли около 7 тысяч человек, «окромя людей боярских». Николай Карамзин исчисляет потери русских в Караманской битве общим числом в 6-7 тысяч человек. Потто и Сергей Соловьёв сообщают, что общие потери русских в том походе простирались до 7 тысяч. Это сражение, по мнению Карамзина, оставило территорию современного Дагестана вне влияния царской России ещё на целых 118 лет.

### Эндиреевское княжество
Первое упоминание этнонима «кумык» в Терско-Сулакском междуречье имеется у тимуридских авторов (начало XV века — Область кумуков). Также населением этой территории являлись тюмены, создавшие собственное Тюменское владение после распада Золотой Орды) и гуены. В 1594 году воеводой Хворостининым сожжен один из древнейших городов Кавказа — Эндирей, а также резиденция тюменского хана Султанея. Русские войска в скором времени были вытеснены из кумыкских владений, однако Султаней был вынужден стать вассалом предприимчивого Султан-Махмуда, укрепив его положение в регионе.
Добившись победы над войсками русского царства Султан-Мут, организовывает ряд набегов на союзников Царской России, участвовавших в походе Хворостинина на кумыкские земли. Согласно имеющимся документам, в 1595 году кумыкским князем  Ахмат-ханом был убит Ших-Мурза Ишеримов (он же Ших Мурза Окоцкий - феодал «Окоцкой земли»)  «с братьею» за служение московским государям. Территория же Окоцкая попала в зависимость от Султан-Мута.
К 1598 году Эндирей стал столицей владений Султан-Махмуда. В скором времени город становится крупным экономическим и культурным центром региона. Эвлия Челеби называл Эндирей «средоточием мудрых, источником совершенств, обителью поэтов и умиротворённых».
По свидетельству старшины гуэнов Джанакая Асанова, правление Султан-Махмута не было деспотичным: князь ведал военным делом и дипломатией, а внутренние споры решались собранием узденей.
Эндиреевское княжество при Султан-Махмуде становится одним из сильнейших государств региона, распространившим свою власть и на ряд чеченских обществ. Свое могущество Эндирей сохранял до сожжения города в 1722 году войсками Петра I.

### Дальнейшая жизнь
В 1614 году и в последующие годы Султан-Мут неоднократно менял внешнеполитическую ориентацию, обращаясь с просьбой о принятии в русское подданство. Однако тарковские владетели, опасавшиеся соперничества со стороны Эндиреевского ханства, препятствовали поступлению Султан-Мута и его детей на русскую службу. Терские воеводы, с которыми Султан-Мут вступил в сношения независимо от тарковских владетелей, не доверяли ему.  В своей внешней политике Султан-Мут ориентировался на Турцию, в зависимости от складывающейся политической обстановки в регионе.
В начале 1615 года князь Салтан-Магмут взял под контроль «Мичкизскую и Кабардинскую дорогу» и повёл войну против своих недругов. В феврале 1615 года девять дагестанских феодалов, обратились за помощью Московского царства в Терской город и получили отряд из 400 стрельцов с пушками[страница не указана 1009 дней]. В документе «Отписка терского воеводы Петрушки Головина в Посольский приказ о походе терских ратных людей и терских окочан по просьбе кумыкских князей и мурз против эндерейского владельца Салтан-Магмута и соединившихся с ним людей окоцких и мичкизских кабаков» рассказывается о том, что стрелецкий голова Лукьян (Лука) Вышеславцов с терскими ратными людьми ходил в поход на горцев. 4 февраля 1615 года он вернулся в Терский городок и доложил Головину, что «... на том бою Салтан-Магмутовых и Турлова-князя и мичкизских людей побили до смерти 140 человек, а иных переранили и живых поймали»[страница не указана 1009 дней]. Там же сказано: «И на том де, государь, бою твои государевы ратные люди убили горсково Турлова князя сына…»[страница не указана 1009 дней].
Смерть шамхала Ильдара в 1635 году вновь поставила вопрос о Шамхальстве. Кумыцкие люди предложили шамхальский титул Султан-Муту, но тот «за старостью» уступил его старшему сыну Айдемиру. В 1635 году престарелый Султан-Махмуд посетил Бахчисарай для укрепления давних кумыкско-крымских отношений.
В 1638 году Султан-Мут возвращается из паломничества (в Мекку) вместе с крымским ханом. По сохранившимся сведениям, у них была беседа о «присылки помощи» османов для завоевании Терского городка. Из-за внутренних неурядиц и войны с персами, Османская Империя избегала конфликта с Россией..

## Оценки
Немецкий исследователь и учёный Хайнц Кельберт:
Вряд ли найдутся равные Султан-Муту по значимости исторические
фигуры, которые столь незаслуженно предавались бы забвению
Василий Потто. Русский военный историк. Генерал – лейтенант царской армии:
Душою борьбы с нами, борьбы не на жизнь, а на смерть, со своей фанатической ненавистью мусульманина к неверным, стал Султан-Мут...Он поднял на ноги весь Дагестан... Султан-Мут был выдающимся военачальником Дагестана
Дубровин Н. Российский исследователь:
Прибытие князя, знаменитого своей предприимчивостью, храбростью и умом, со значительным числом ему преданных, ... должно было иметь решительное, всесильное влияние на установление нравов и порядка общественного. ... Появление Султан-Мута было как бы откровение свыше (в деле) правления и власти гражданского, и все они, незаметно и без принуждения, покорились ему, как слабый сильнейшему, как необразованный просвещенному

#### в Эндирее

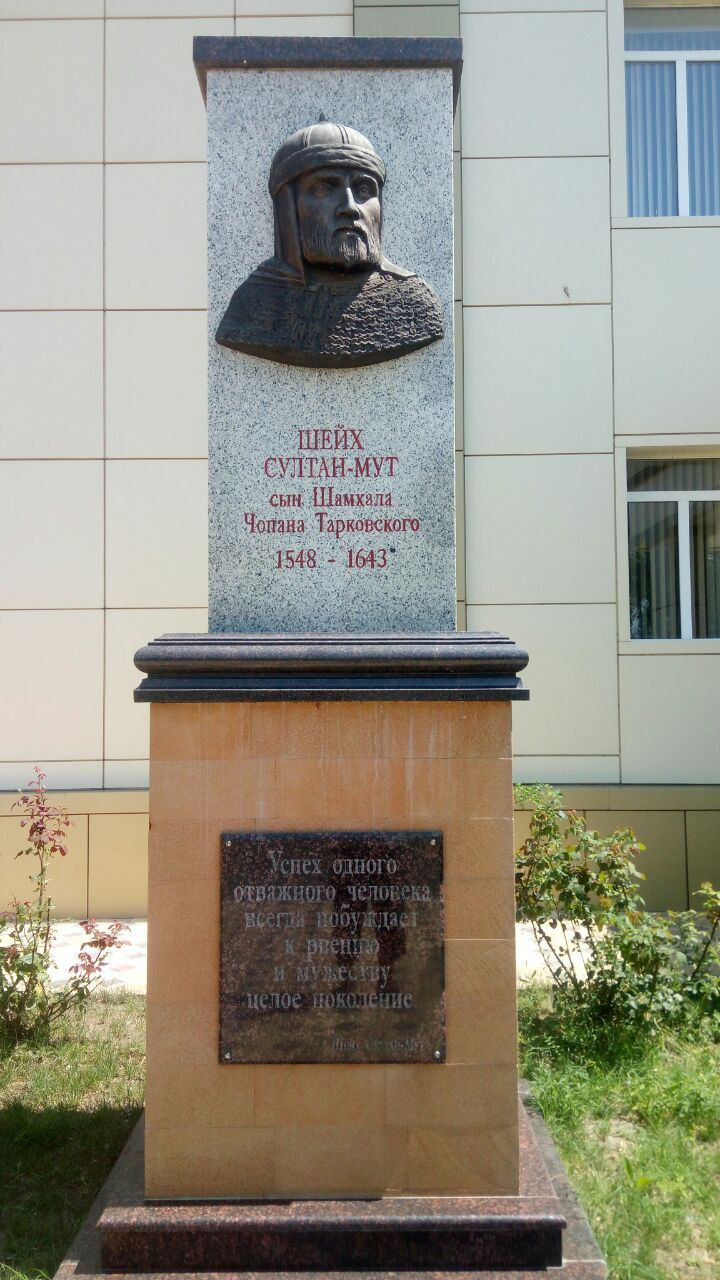
Памятник Султан-Муту в селении Эндирей

#### в Тарки

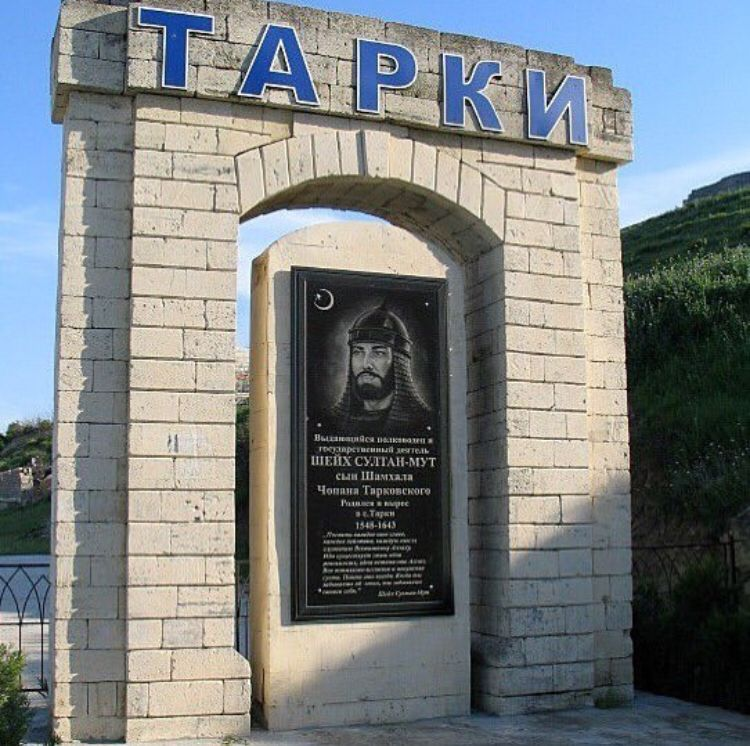
Памятник Султан-Муту в селении Тарки

## Память

### Памятники и монументы

#### в Бавтогае

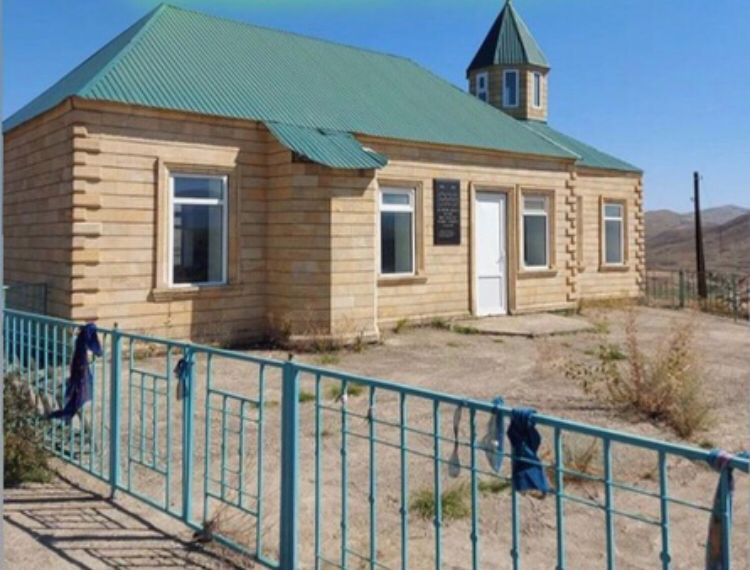
Памятник Султан-Муту над его могилой в селении Бавтугай, сооружённая жителями Тарки

- Памятник Султан-Муту в Эндирее торжественно открыт 24 июля 2017 года[34].
- В 2020 году в селении Эндирей Хасавюртовского района торжественно установлен памятник Султан-Муту Тарковскому[35].
- В 2020 году в Кизилюртовском районе, за Бавтугаем, выше горячего черного источника Исс-Су (в переводе с кумыкского, «горячий источник»), на месте  захоронения Султан-Мута, джамаатом (общиной) посёлка Тарки сооружено здание - зиярат, которое посещается многочисленными паломниками[36].
- В посёлке Тарки (пригород Махачкалы) расположен мемориал имени Султан-Мута[37].
- В честь Султан-Мута названо селение Султан-Янги-Юрт, основанное его младшим сыном Казаналипом[38].
- В честь Султан-Мута названа джума мечеть в Тарках[39].

#### Мероприятия
- В 2003 году книга Багаутдина Аджаматова «История первой Кавказской войны. Шейх Султан-Мут» стала победителем республиканского конкурса «Лучшее литературное произведение — 2003»[40]. Книга издана также в переводе на турецкий язык[41].
- В 2005 году в Кизилюрте районной администрацией проведено торжественное юбилейное мероприятие, связанное с 400-летием Караманского сражения, посвященное Султан-Муту Тарковскому с участием ведущих учёных, писателей, поэтов, общественных и политических деятелей, руководителей ряда городов и районов Дагестана, депутатов разных уровней, религиозного духовенства, актива Кизилюртовского района[источник не указан 1807 дней].
- В январе 2008 года в посёлке Тарки была проведена первая республиканская научная конференция, посвященная 460-летию Султан-Мута Тарковского. Материалы конференции изданы отдельной книгой[42].
- 18 ноября 2008 года в Махачкале была проведена международная научная конференция, посвященная Султан-Муту Тарковскому с участием ведущих учёных России, ближнего и дальнего зарубежья. Материалы конференции изданы отдельной книгой[43].
- 20 апреля 2011 года ИИАЭ ДНЦ РАН и администрацией Хасавюртовского района была проведена вторая международная конференция, посвященная Султан-Муту Тарковскому. Материалы конференции изданы отдельной книгой.[44]
- В 2010-х годах была написана и озвучена актерами озвучки кумыкского театра песня о Султан-Муте[45].
- В 2012 году в Кизилюрте и в одноимённом районе Дагестана, а так же в Эндирее проводились спортивные мероприятия в честь Султан-Мута, в том числе турниры по мини-футболу «имени Султан-Мута Тарковского»[46].
- В 2017 году в Бабаюрте (административный центр Бабаюртовского района) был проведён межрайонный турнир по вольной борьбе в память о Султан-Муте[47].
- В 2018 году был создан Благотворительный фонд талантливой молодежи имени Султан-Мута Тарковского[48].
- В 2018 году в селении Бабаюрт (административный центр Бабаюртовского района) был проведён третий ежегодный межрайонный турнир по вольной борьбе в память о Султан-Муте[49].
- В 2023 году в селении Бабаюрт (административный центр Бабаюртовского района) был проведен ежегодный турнир по вольной борьбе в память о Султан-Муте[50].

#### Улицы, названные в честь Султан-Мута
- улица Султан-Мута Эндиреевского в Хасавюрте;
- улица Шейха Султан-Мута в Махачкале[51];
- улица Султан-Мута Эндирейского в селе Эндирей;
- улица Шейха Султан-Мута в п.Тарки[52];
- улица Султан-Мута в селе Нижнее Ишкарты;
- улица Султан-Мута Тарковского в селе Учкент;
- улица Шейха Солтанмута в селе Верхнее Казанище;
- улица Шавхала Султанмута Тарковского в селе Ботаюрт;
- улица Солтанмута Эндирейского в селе Чагаротар[53].